# Attentat de Diankabou
L'attentat de Diankabou a lieu le 26 février 2019, lors de la guerre du Mali.

## Déroulement
Le 22 février 2019, un éleveur dogon nommé Boukary Guindo disparaît après être parti à la recherche de nourriture pour son bétail,. Après plusieurs jours de recherches menées par des membres de sa famille et des villageois, son corps est retrouvé sans vie le 26 février 2019 à Gondogourou, dans la commune de Diankabou, dans le cercle de Koro,. Mais le cadavre s'avère être piégé et explose au milieu de la foule qui s'apprêtait à l'enterrer,.

## Bilan humain
Selon un élu local et une source de sécurité de l'AFP, l'attentat fait 17 morts et 15 blessés,. C'est alors la première fois que ce type d'attaque, un attentat effectué avec un cadavre piégé, est observé au Mali.
L'attaque n'est pas revendiquée, même si des soupçons se portent sur les djihadistes,,.